# Allospondias laxiflora
Allospondias laxiflora är en sumakväxtart som beskrevs av John Henry Lace. Allospondias laxiflora ingår i släktet Allospondias och familjen sumakväxter. Inga underarter finns listade i Catalogue of Life.